# 上楽敦子
上楽 敦子（じょうらく あつこ、1957年7月20日 - ）は、兵庫県出身の女優。身長162cm。体重58kg。アイティ企画所属。以前は文学座、劇団青年座に所属していた。神戸女子大学文学部卒。本名は中西 敦子。

## 出演

### 映画
- たどんとちくわ（1998年）
- 長崎ぶらぶら節（2000年）
- SABU 〜さぶ〜（2002年）
- あかね空（2007年）
- 同級生（2008年）
- メゾン風の丘

### テレビドラマ
- さわやか3組（1987年 - 1988年）※デビュー作[1]
- あしたへジャンプ
- 恐怖の二十四時間（1991年）
- 殺人捜査（1992年） - クラブのママ・恵子 役
- 私が愛したウルトラセブン（1993年） - 八千代 役
- 麻酔（1994年）
- 裸の大将（KTV / 東阪企画）
  - 第73話「清とサクランボ娘」（1995年）
  - 第74話「オロチに巻かれてサァ大変」（1995年） - 多恵 役
- 夏の一族（1995年）
- 湯けむり仲居純情日記6（1996年）
- かわうそ（1996年）
- 「黄落」命の最後の輝き 老親を介護する60歳夫婦 愛と忍耐の日々（1997年）
- エステサロン白い肌殺人事件1 婚約者二重心中の謎! 哀しみの女記者がのぞく美容犯罪の潜入取材（1997年）
- 失楽園（1997年）
- うしろの百太郎 第5話「恐怖の心霊写真」（1997年）
- 虹色定期便（1997年） - 木島美子 役
- はみだし弁護士・巽志郎3 女子高生援助交際殺人事件! 歪んだ愛の果て!? 3枚の写真の謎を追い美人検事と鹿児島・指宿へ（1998年）
- メゾン風の丘（1998年）
- 新・部長刑事 アーバンポリス24（1999年）
- あかね雲（1999年）
- 不倫の果て（1999年）
- 宗谷本線殺人事件（2001年）
- 黄金の犬（2001年） - 長嶺庸子 役
- 警部補マリコ 第22話（2002年）
- SABU 〜さぶ〜（2002年）
- 京都のテミス女裁判官2 美人判事を襲う夫殺しの罠! チカン裁判不連続殺人事件（2004年）
- 実験刑事トトリ 第1シリーズ 第3話「偽りのメロディー〜完全犯罪を調律せよ」（2012年） - 白川百合子 役
- 中学生日記
- はぐれ刑事純情派
- 冬講え

### バラエティ
- タイムスクープハンター シーズン3
- 秘密のケンミンSHOW

### 舞台
- 螢（1998年）
- 会津士魂
- 楽屋
- 雰囲気のある死体

### CM
- 薬用育毛剤・「柑橘楼」

### ラジオ
- NHK-FM・FMシアター・「東京Voice」